# Pierre Roch Jurien de La Gravière
Pierre Roch Jurien de La Gravière (* 5. November 1772 in Gannat, Frankreich; † 14. Januar 1849 in Paris, Frankreich) war ein französischer Vizeadmiral und als Politiker Mitglied der Chambre des Pairs.

## Biografie

### Erste Dienstjahre
La Gravière trat im Mai 1786 unter dem Namen Jurien Desvarennes als Aspirant 2. Klasse auf der Korvette La Favorite in den Dienst der französischen Marine.
Er diente ab dem 29. November 1787 auf der Fregatte La Flore. Ab September 1791 nahm er an der Entrecasteaux-Expedition teil, die Ludwig XVI. und die Konstituante anwiesen, nach der früheren La-Pérouse-Expedition zu suchen und wissenschaftliche Forschungen im Pazifischen Ozean durchzuführen. Auf dieser Reise war er an Bord der L'Espérance kommandiert und wurde während der Reise zum Aspirant 1. Klasse und zum Fähnrich befördert.

### Offizier der kaiserlichen Marine
Zurück in Frankreich wurde er am 30. September 1794 zum Leutnant ernannt. 1796 befehligte er die La Franchise bei der sog. Léogane-Affäre. Donatien-Marie-Joseph de Vimeur, Oberbefehlshaber der Armee von Saint-Domingue, bezeichnete ihn in seinem Bericht als einen Offizier, der sich durch Intelligenz und Tapferkeit auszeichnete, und bat um den Rang eines Capitaine de Vaisseau für ihn, der ihm noch im gleichen Jahr auch gewährt wurde.
Nach vorhergehender Aufnahme in die Ehrenlegion wurde Jurien am 14. Juni 1804 zum Offizier des Ordens ernannt. Am 24. Februar 1809 führte er in der Nähe von Les Sables-d’Olonne drei Fregatten in ein Gefecht gegen sechs britische Schiffe, die er zum Rückzug zwang.
Im Januar 1812 war er als Kommandant der Vétéran vor Port Louis eingesetzt.
Am 5. Juli 1814 wurde er zum Ritter des Ordre royal et militaire de Saint-Louis ernannt und am 13. November desselben Jahres erhielt er das Kommando über ein Geschwader, das Rochefort verließ, um die Île Bourbon (La Reunion) wieder für Frankreich in Besitz zu nehmen. Am 10. Februar 1815 hielt er sich vor Kapstadt auf und am 6. April konnte der neue Gouverneur auf der Insel eingesetzt werden. Seine Rückkehr erfolgte bis zum 27. August in den Hafen von Brest.

### Dienst in der Restauration
In der Restauration wurde Jurien am 28. Oktober 1817 zum Konteradmiral befördert und am 10. März 1819 zum Präsidenten des Wahlkollegiums von Finistère ernannt. Am 28. April 1821 erhielt er die Ernennung zum Kommandeur der Ehrenlegion und befehligte im selben Jahr die französische Marinestation vor Brasilien.
Am 22. Mai 1825 wurde er zum Kommandeur des Ordre de Saint-Louis ernannt und befehligte die französische Station für die Antillen und den Golf von Mexiko. Er war einer der Kommandanten der Expedition des Baron Mackau nach Haiti, die das Land bis zum 17. April 1825 zwang, den ehemaligen französischen Sklavenhaltern von der Insel Wiedergutmachung zu leisten.
Am 7. Januar 1827 wurde Jurien dann zum Marinepräfekten des 4. Arrondissements und am 5. November zum Präsidenten des Wahlkollegiums der Charente ernannt.
Während der Julirevolution von 1830 war er zum Vizeadmiral und Pair von Frankreich ernannt worden. 1832 fungierte er dann als Generalinspekteur der französischen Marine für das 2. und 5. Arrondissement. Das Großoffizierskreuz der Ehrenlegion erhielt er am 22. April 1834 und das Großkreuz am 22. Juni 1841. Jurien wurde später Teil der 2. Abteilung des Generalstabs der französischen Marine. Er starb am 14. Januar 1849 in Paris.

## Familie
Sein Sohn, Edmond Jurien de La Gravière (1812–1892), wurde ebenfalls Marineoffizier und Vizeadmiral Frankreichs.

## Ehrungen
Mehrere Schiffe der französischen Marine trugen seinen Namen und den seines Sohnes, so etwa der Kreuzer Jurien de la Gravière und ein Zerstörer der Soldati-Klasse, ehemals Mitragliere, der 1948 als Reparation von Italien an Frankreich gegeben wurde.
Nach Jurien wurden folgende Orte benannt:
- Jurien Island, Antarktis. Dieser Name wurde am 4. März 1838 von Jules Dumont d’Urville vergeben.
- Jurien Bay, eine Stadt an der Küste Westaustraliens, nördlich von Perth. Der Name wurde diesem Ort am 1. Juli 1801 durch die Expedition von Nicolas Baudin vergeben.[A 1]
- Die Promenade vor dem Schloss von Gannat, seiner Heimatstadt, trägt seit November 2014 seinen Namen.

### Biographische Skizzen seines Sohnes
- Edmond Jurien de La Gravière: Pierre Roch Jurien de La Gravière, Souvenirs d’un Amiral. Band 1. Librairie Hachette et Cie. Paris. 1860.
- Edmond Jurien de La Gravière: Pierre Roch Jurien de La Gravière, Souvenirs d’un Amiral. Band 2. Librairie Hachette et Cie. Paris. 1860.